# Iwan Pochytonow

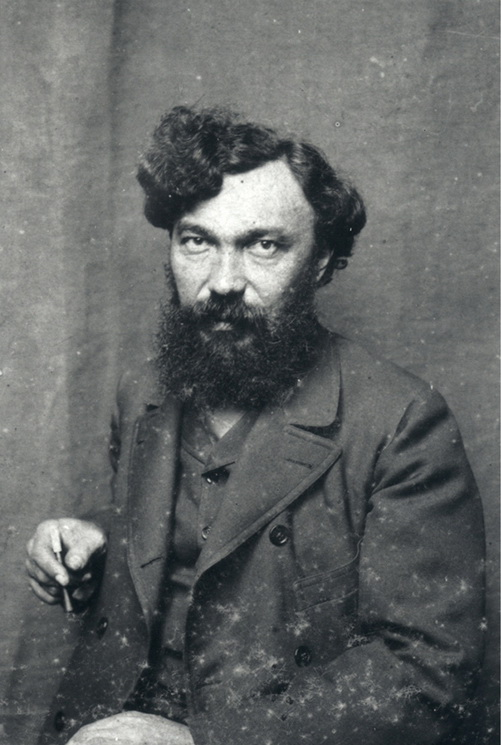
Iwan Pochytonow

Iwan Pawlowytsch Pochytonow (ukrainisch Іван Павлович Похитонов; * 8. Februar 1850 in Motrono-Andrijiwka, Gouvernement Cherson, Russisches Kaiserreich; † 23. Dezember 1923 in Lüttich) war ein ukrainischer Maler und Grafiker, tätig in Frankreich, Belgien und dem Russischen Kaiserreich. Er war ein Autodidakt, bekannt für seine Miniaturlandschaften.

## Leben und Wirken
Iwan Pochytonow wurde auf dem Familiengut in Motrono-Andrijiwka (auch Matroniwka) in der Nähe des heutigen Nowopawliwka, Rajon Nowoukrajinka, Oblast Kirowohrad geboren. Sein Vater Pawlo Danylowytsch war ein ukrainischer Militäroffizier, dessen Vorfahren einen Adelstitel für militärische Dienste erhielten. Seine Mutter Warwara war Serbin. Iwan Pochytonows Großvater, der Saporoger Kosake Danylo Pochyton, blieb in der Ukraine, nachdem Katharina die Große die Saporoger Sich liquidiert hatte.
Bereits als Kind beschäftigte sich Iwan Pochytonow mit dem Malen und im Alter von sieben Jahren schenkte er seiner Mutter eine eigenhändige Kopie eines niederländischen Kupferstichs. Bis zu seinem zehnten Lebensjahr lebte Iwan Pochytonow auf dem elterlichen Gut und wurde zu Hause unterrichtet.
Seine Grundschulausbildung bekam Iwan Pochytonow im Humbert-Internat in Jelisawetgrad, das zu dieser Zeit als die führende Bildungseinrichtung der Stadt galt. Anschließend begann er eine militärische Ausbildung beim Kadettenkorps in Poltawa, die er jedoch nach einem Jahr abbrach. Danach besuchte Pochytonow das Mykolajiw-Gymnasium, wo er sich mit Mykola Kusnezow anfreundete. Im Jahr 1868 begann er in Moskau zu studieren, wurde jedoch im folgenden Jahr wegen seiner Beteiligung an einer revolutionären Organisation ausgewiesen. 1870 und 1871 studierte Pochytonow in Odessa, an der naturhistorischen Abteilung der Noworossijsker Universität. Dort interessierte er sich für Zoologie und besuchte die Vorlesungen des jungen Professors Ilja Metschnikow, mit dem ihn später eine Freundschaft verband. Parallel zu seinem Studium beschäftigte sich Pochytonow mit Zeichnen und Aquarellmalerei.
Im Jahr 1871 reiste er mit seiner Mutter und seiner Schwester nach Westeuropa, wo er zum ersten Mal an einer Kunstausstellung in Genf teilnahm. Von 1871 bis 1876 arbeitete er als Kassierer in einer Bank in Odessa und anschließend als Verwalter des väterlichen Gutes.
1877 zog er nach Paris, wo er sich ganz der Kunst widmete und im Atelier von Eugène Carrière arbeitete. Für seine Miniaturlandschaften verarbeitete Iwan Pochytonow spezielle Plättchen aus Zitronen- und Mahagoniholz, bemalte sie mit feinsten Pinseln und polierte sie anschließend mit Fischgräten.

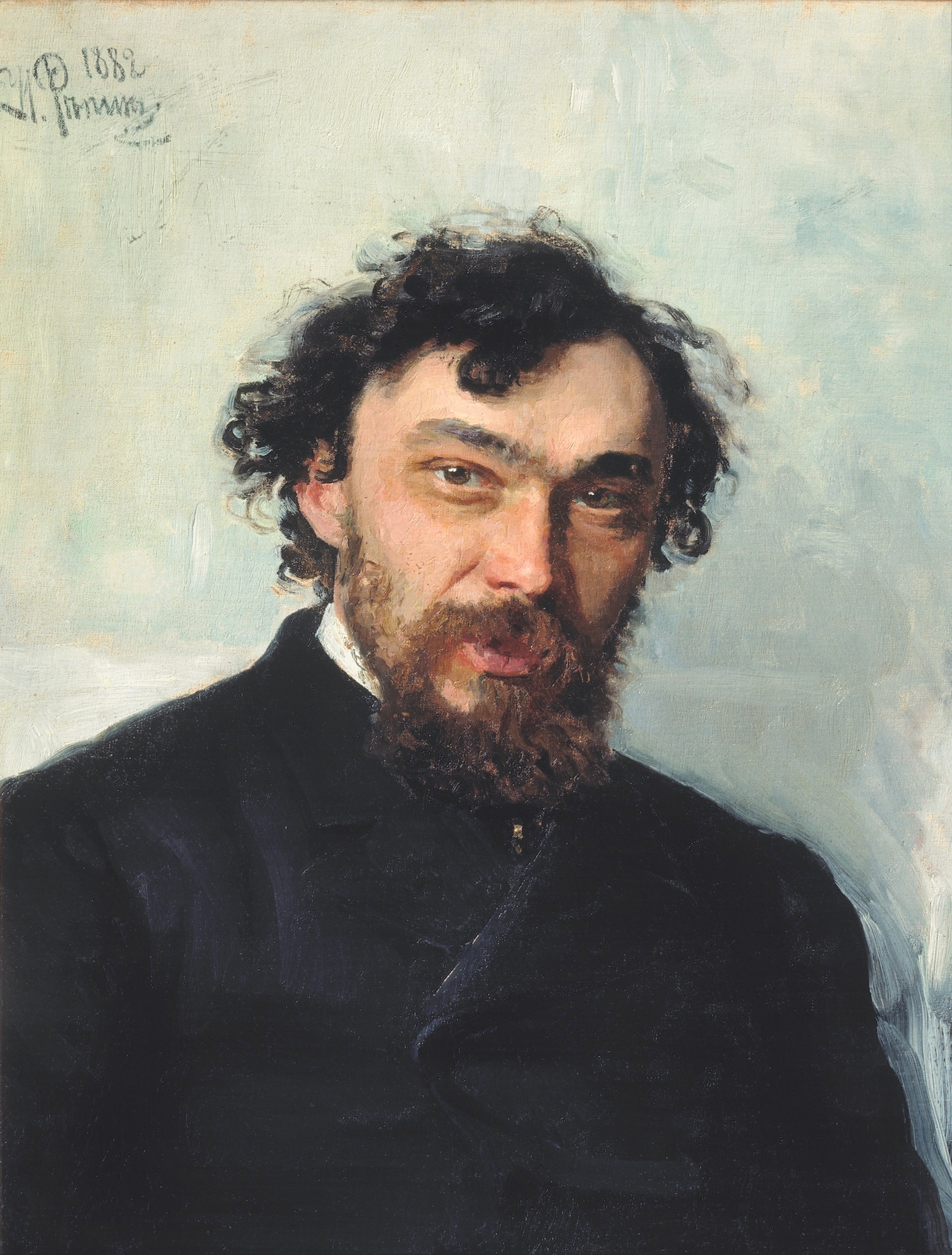
Porträt von Pochytonow von Ilja Repin, 1882

In Paris lernte Pochytonow bei Alexei Bogoljubow, studierte die Gemälde der Barbizonisten, von Camille Corot und der Impressionisten. Dort war er mit Iwan Turgenew, Pauline Viardot und den Künstlern Wassili Polenow und Ilja Repin befreundet. Pochytonows Gemälde wurden 1879 und 1880 auf dem Pariser Salon ausgestellt. Mehrere seiner Gemälde wurden von Pawel Tretjakow erworben. 1881 erhielt er von Alexander III. den Auftrag, in Bulgarien eine Reihe von Gemälden zu fertigen, die Szenen aus dem Russisch-Türkischen Krieg darstellten. 1882 unterzeichnete der Künstler einen lukrativen Vertrag mit dem Pariser Kunsthändler Georges Petit. In Frankreich arbeitete Pochytonow mit ukrainischen Künstlern wie Serhij Wassylkiwskyj und Mykola Samokysch zusammen, die dort von französischen Malern lernten.
1882 heiratete Iwan Pochytonow in Czernowitz die Medizinerin Matilda von Wulfert, die er in Paris kennengelernt hatte, in Pau wurde deren Tochter geboren. Ab 1893 ließ sich der Künstler in Belgien, in einem Vorort von Lüttich, in Bressoux nieder. In den 1890er Jahren begann er eine Beziehung mit seiner Schwägerin Eugenia von Wulfert, aus der ein Sohn hervorging. Ab 1901 lebte Pochytonow zunächst in der Nähe von Minsk, dann in Belgien und schließlich in Sankt Petersburg. Als der Erste Weltkrieg ausbrach, zog er in den Kuban und kehrte zwei Jahre später nach Belgien zurück.
Iwan Pochytonow trat 1895 in die Peredwischniki ein und wurde 1904 zum Vollmitglied der Kaiserlichen Akademie der Künste gewählt. Im Jahr 1922 hatte der Künstler eine große Einzelausstellung in Lüttich und ein Jahr später in Antwerpen.
Der Künstler starb am 23. Dezember 1923 in Lüttich und wurde dort beigesetzt.

## Familie
Pochytonows Enkel, der Sohn seiner Tochter Sofia, Igor Markevitch, wurde in Kiew geboren und war ein berühmter Komponist.

## Galerie

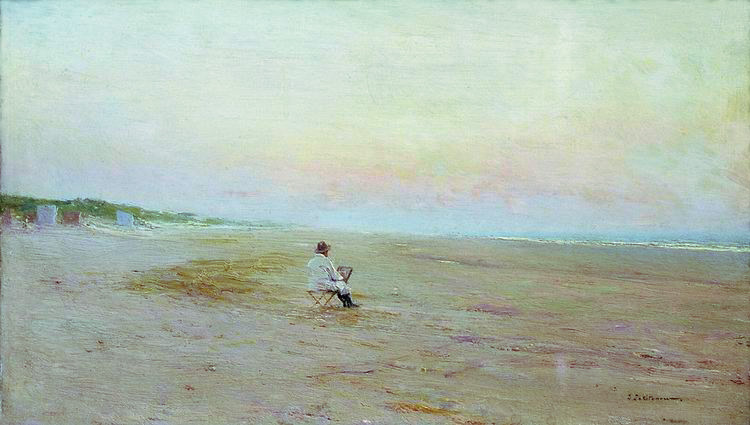
Künstler am Meer
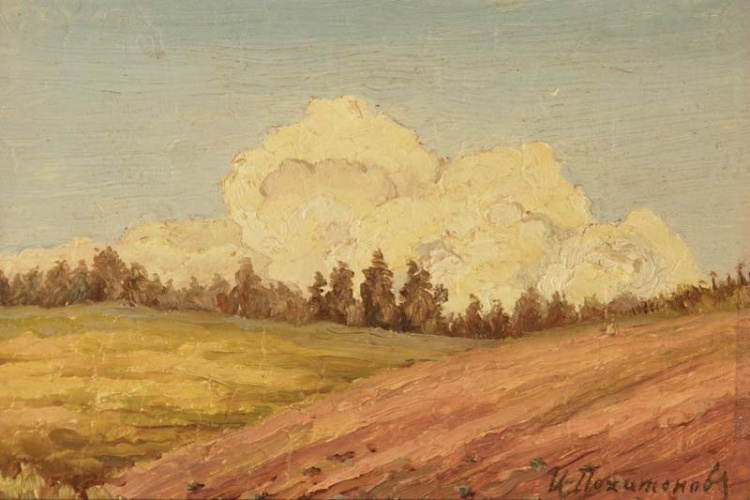
Sommerlandschaft
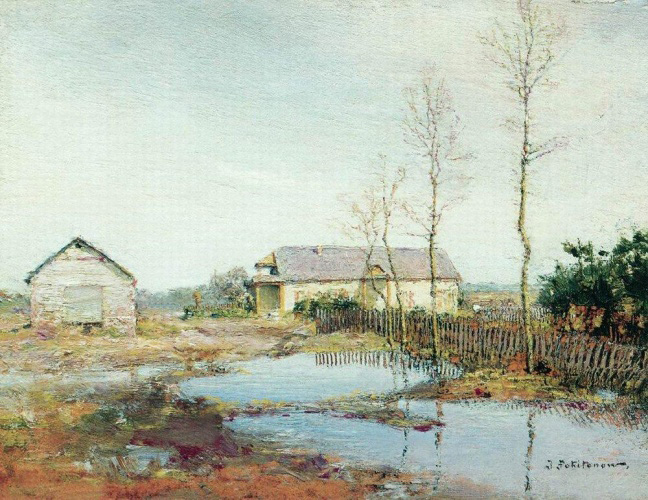
Frühlingstag
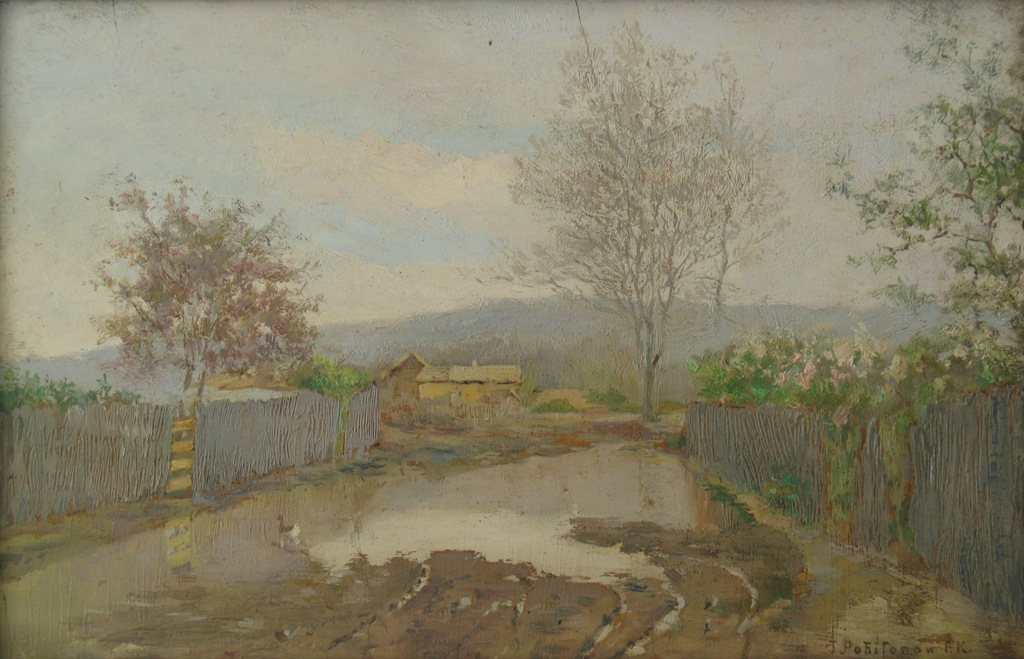
Gorjatschi Kljutsch
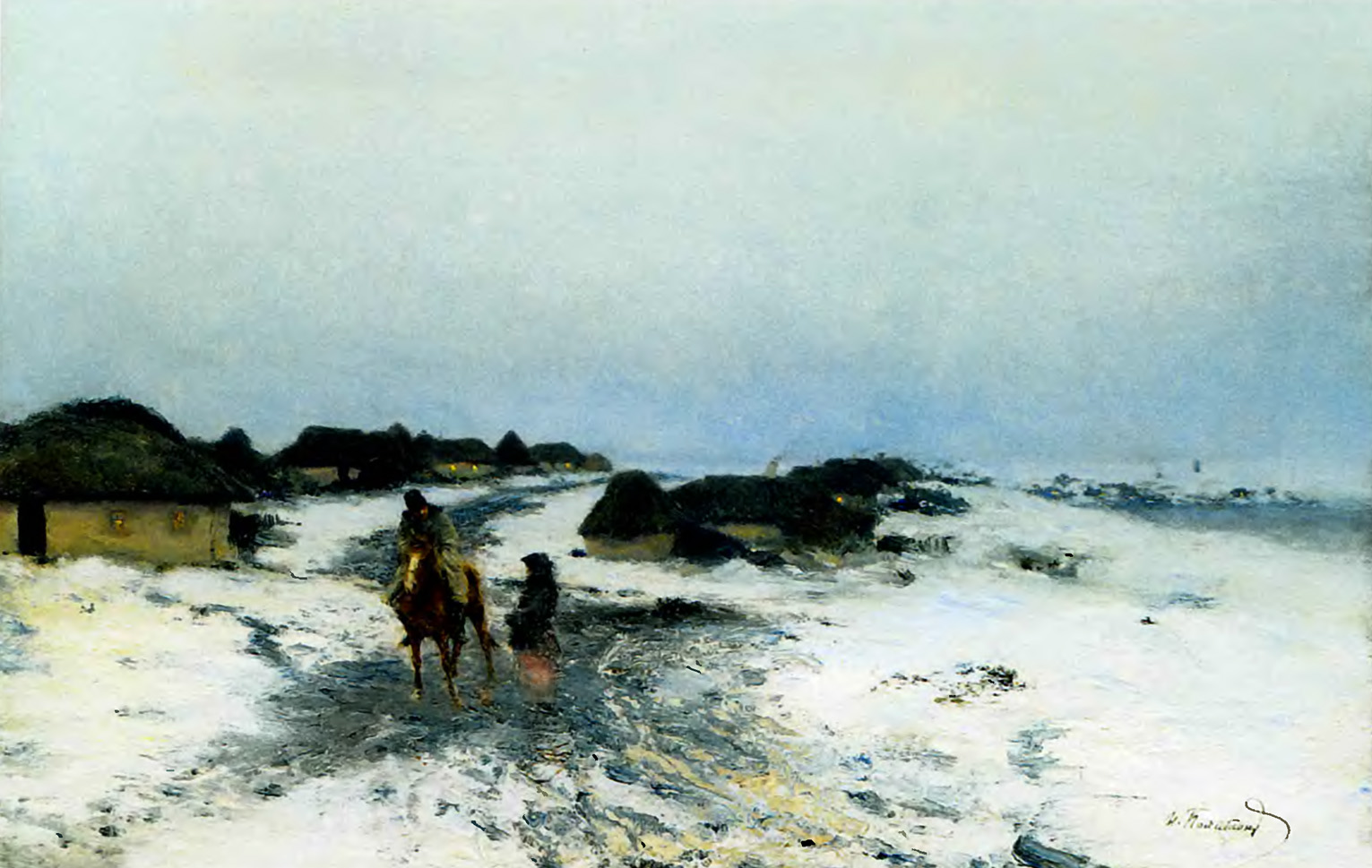
Winterdämmerung in der Ukraine
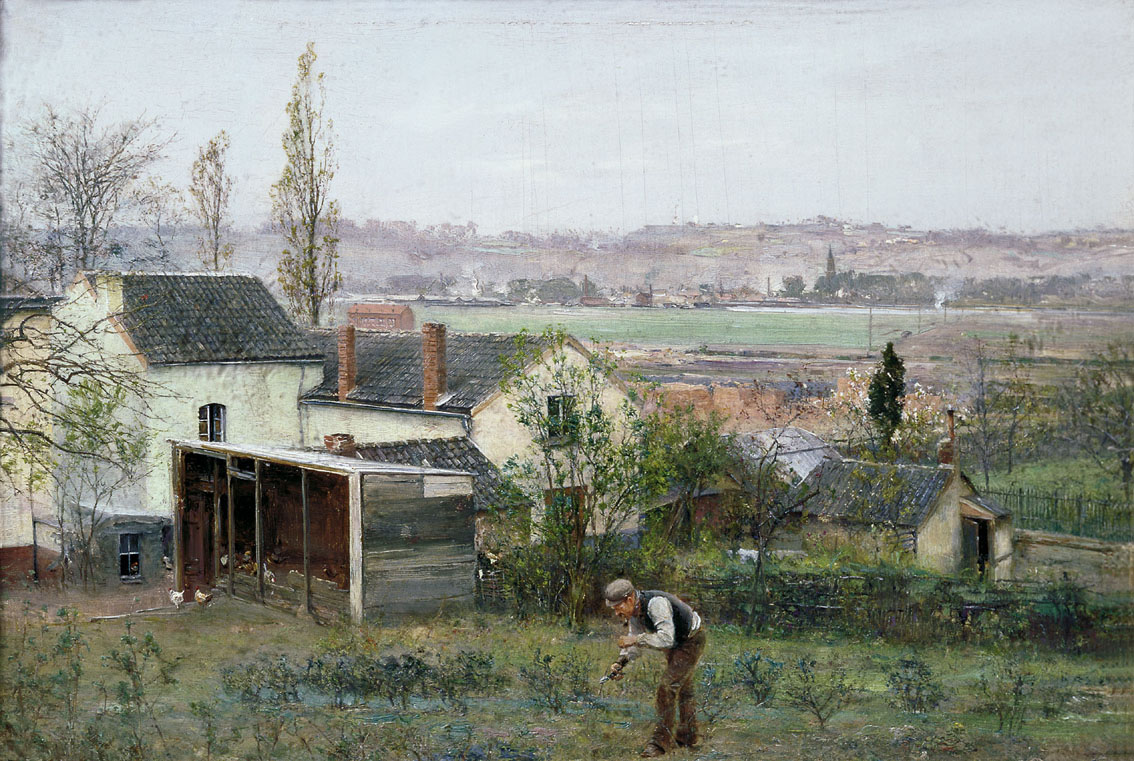
Der Gärtner
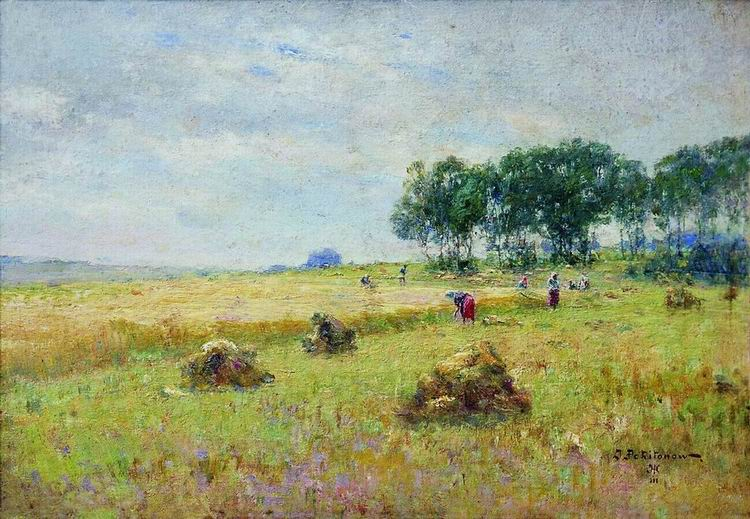
Erntezeit